# 谭麒麟
谭麒麟（？—582年），丹阳郡秣陵县（今江苏省南京市）人，南陈官员。

## 生平
谭骐驎在南陈官至镇北将军、散骑常侍，封望蔡县公。太建十四年（582年）正月，始兴王陈叔陵刺杀哥哥陈叔宝没有成功，陈叔坚征召右卫将军萧摩诃率领军队驻扎在城西门。陈叔陵惶恐不安，派韦谅把自己的鼓吹仪仗送给萧摩诃，并对他说：“如果你帮助我举事成功，一定任命你为三公宰辅。”萧摩诃骗韦谅说：“必须让始兴王的心腹大将亲自来，我才能听从命令。”陈叔陵又派亲信戴温、谭骐驎拜谒，萧摩诃将他们抓起来送到台省，斩首后在东城示众。

## 家庭

### 祖父
- 谭景歆，南梁建城公[1]

### 父亲
- 谭坚，南梁五郡太守[1]

### 子女
- 谭氏，嫁毕氏，封安福县君，加封晋阳郡君，儿子毕义弘，孙子毕憬[1]